# Classe Douro
A Classe Douro foi um modelo de contratorpedeiro da Marinha Portuguesa.
Os quatro navios da classe foram construídos no Arsenal da Marinha, em Lisboa, entre 1913 e 1924, com assistência técnica britânica. Os dois primeiros navios, juntamente com o NRP Tejo constituíram a força de contratorpedeiros da Marinha Portuguesa a operar durante a Primeira Guerra Mundial.
Na década de 1930, os navios começaram a ser substituídos pelos contratorpedeiros da Classe Vouga.

## Unidades
| Indicativo visual | Nome         | Serviço     | Observações                                                                                         |
| ----------------- | ------------ | ----------- | --------------------------------------------------------------------------------------------------- |
| D                 | NRP Douro    | 1913 - 1927 | |
| G                 | NRP Guadiana | 1915 - 1936 | |
| V                 | Vouga        | 1920 - 1931 | Afundou acidentalmente em 1 de maio de 1931 durante a operação militar contra a revolta da Madeira. |
| TA                | Tâmega       | 1924 - 1942 | |